# 佐敦谷工廠大廈

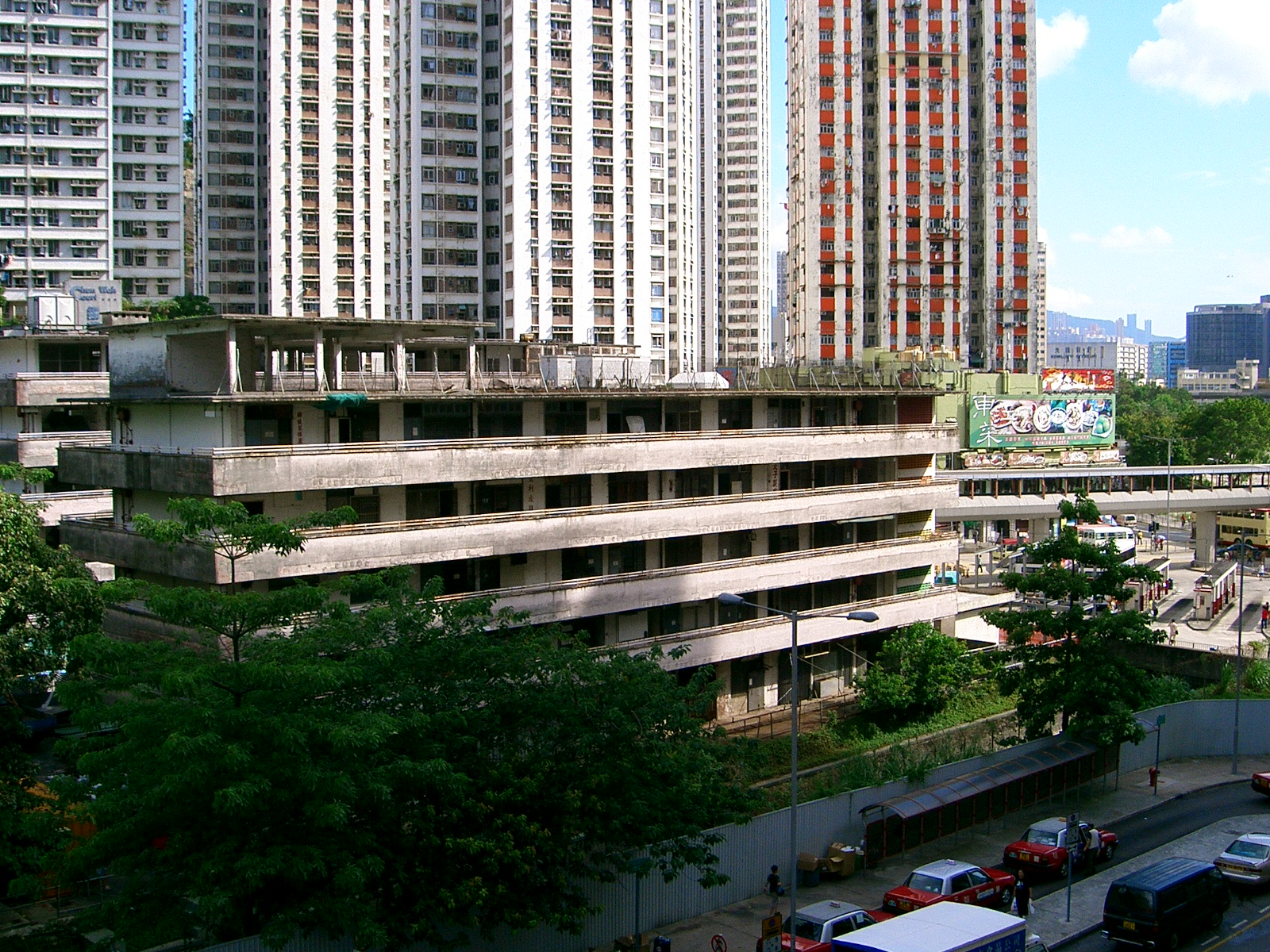
2005年封閉待拆的佐敦谷工廠大廈。

佐敦谷工廠大廈（英語：Jordan Valley Factory Estate）位於九龍佐敦谷，佐敦谷南道及佐敦谷北道旁邊。佐敦谷工廠大廈於1959年落成，當時稱作佐敦谷徙置工廠大廈，該工廠大廈為第一型徙置大廈，只有5層。1973年因由香港房屋委員會管理而改稱佐敦谷工廠大廈。佐敦谷工廠大廈一共有188個單位，每個單位均為18平方米的標準尺碼。大廈已於2005年正式拆卸，空地曾經被掉丟空一段時間，之後改建成為露天停車場；現址為彩霞道休憩處。

## 概要

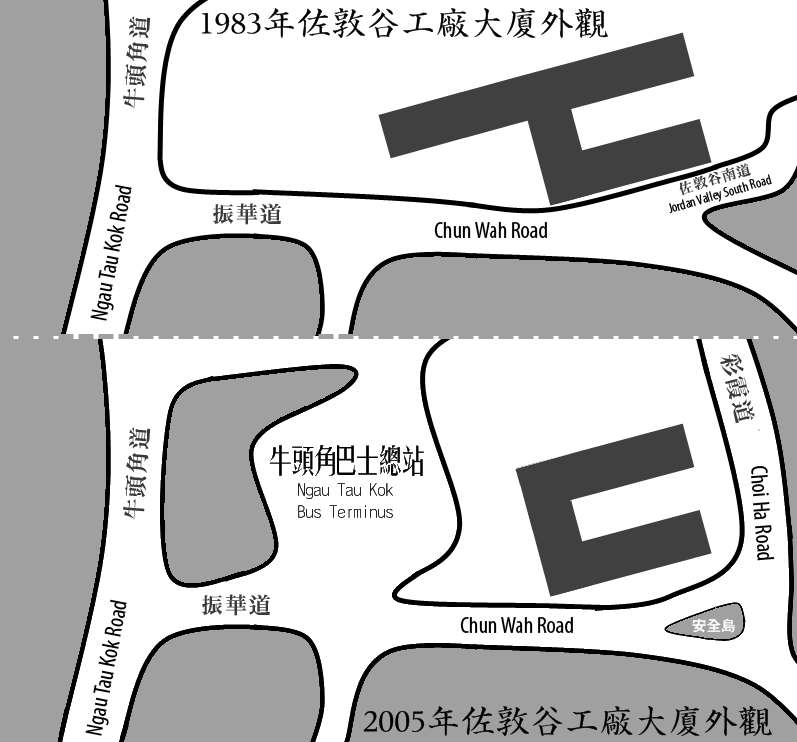
佐敦谷工廠大廈外觀示意圖

佐敦谷工廠大廈是佐敦谷邨的一部分，與佐敦谷邨同年落成，由徙置事務處管理，位置大約在佐敦谷邨第16座後面，第1座左邊。由於土地不足的關係，而變成了一幢外觀像反轉了的「4」字型的工廠大廈。於1983年1月，因應政府發展牛頭角的計劃，把佐敦谷工廠大廈的西翼拆掉來興建新的牛頭角巴士總站，該廈的外觀又變成了「U」字型的工廠大廈，直到拆卸前為止。

## 現況
2005年工廠大廈拆卸後隔年，區內居民以及區議員等一直要求在工廠大廈用地興建觀塘大會堂，但被政府以佐敦谷區內非常擠迫、大廈林立、休憩用地嚴重不足等理由拒絕；而政府則建議該幅土地用作休憩用地發展比興建其他設施較佳。

### 彩霞道休憩處
彩霞道休憩處（英語：Choi Ha Road Sitting Out Area），前身為佐敦谷工廠大廈，位於九龍佐敦谷，振華道與彩霞道交界一旁，由建築署負責興建，並由觀塘區議會於2009年10月13日取名彩霞道休憩處。公園面積約2300平方米，包括長者健身角、兒童遊樂場、涼亭、園景林木等。計劃中該工程預計最快可於2009年3月動工，並於2010年2月完成。

## 圖片集

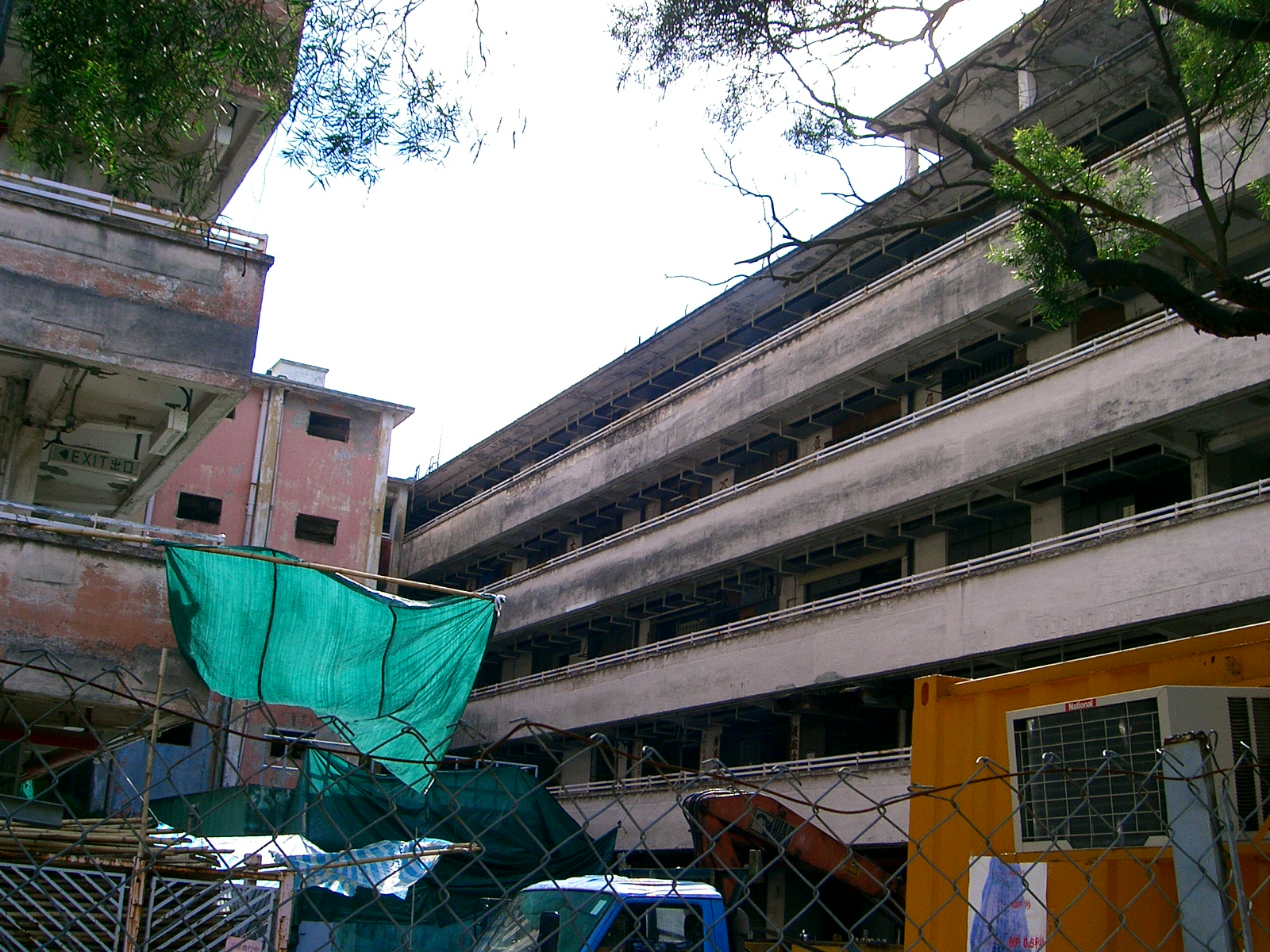
2005年封閉待拆的佐敦谷工廠大廈
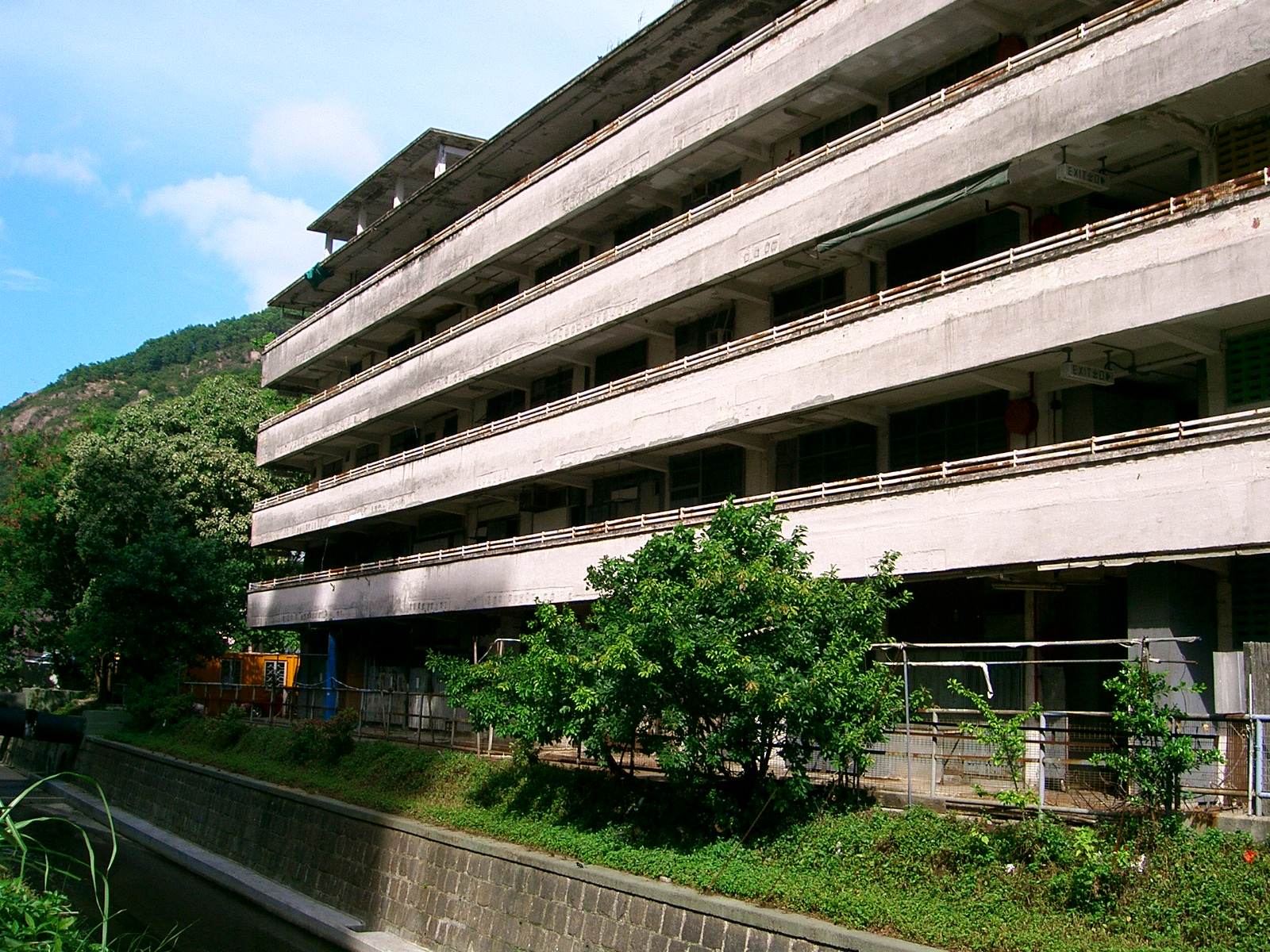
於佐敦谷渠一傍的佐敦谷工廠大廈
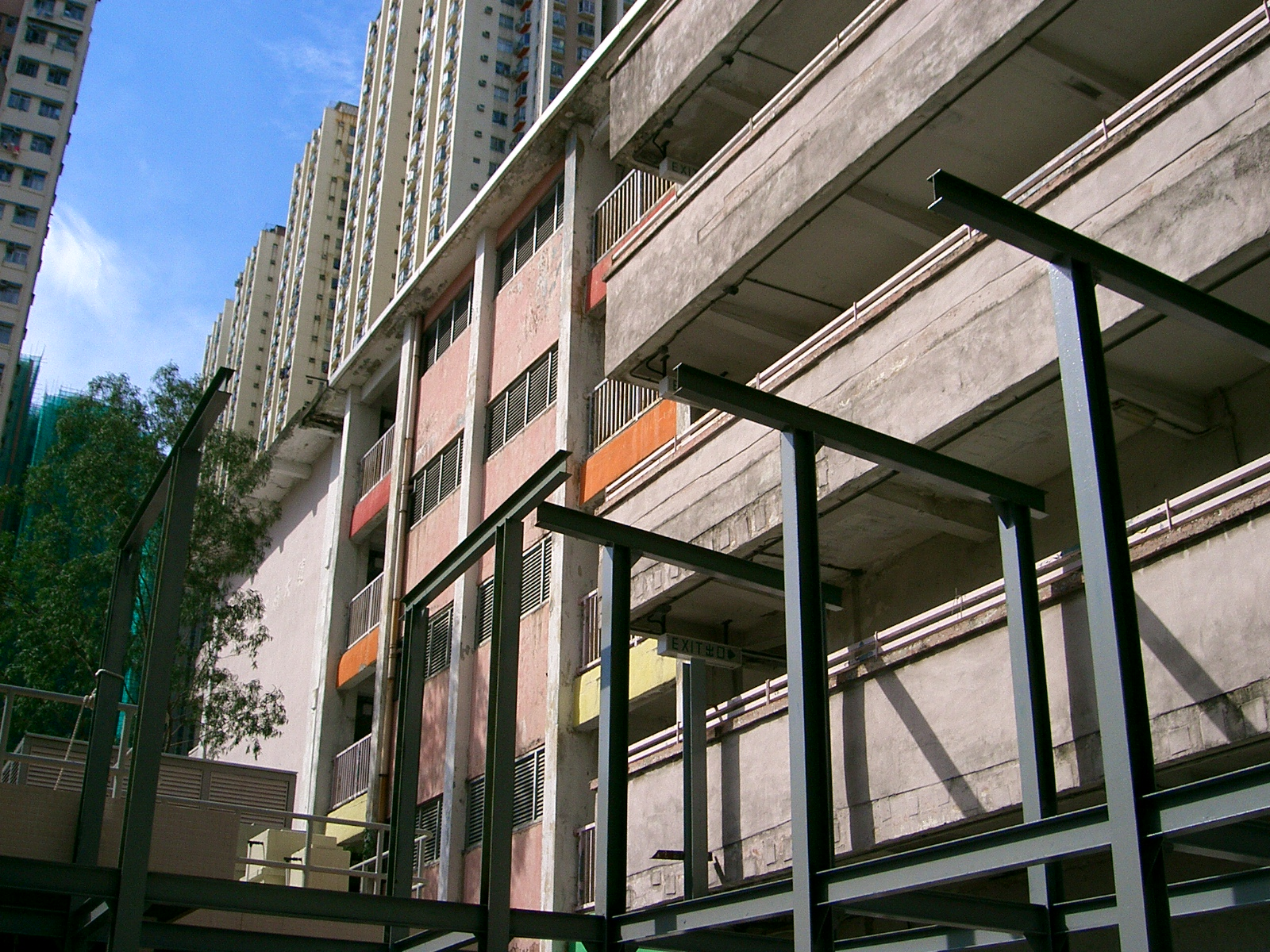
由圖中可見，佐敦谷工廠大廈的西翼已被拆卸及封掉
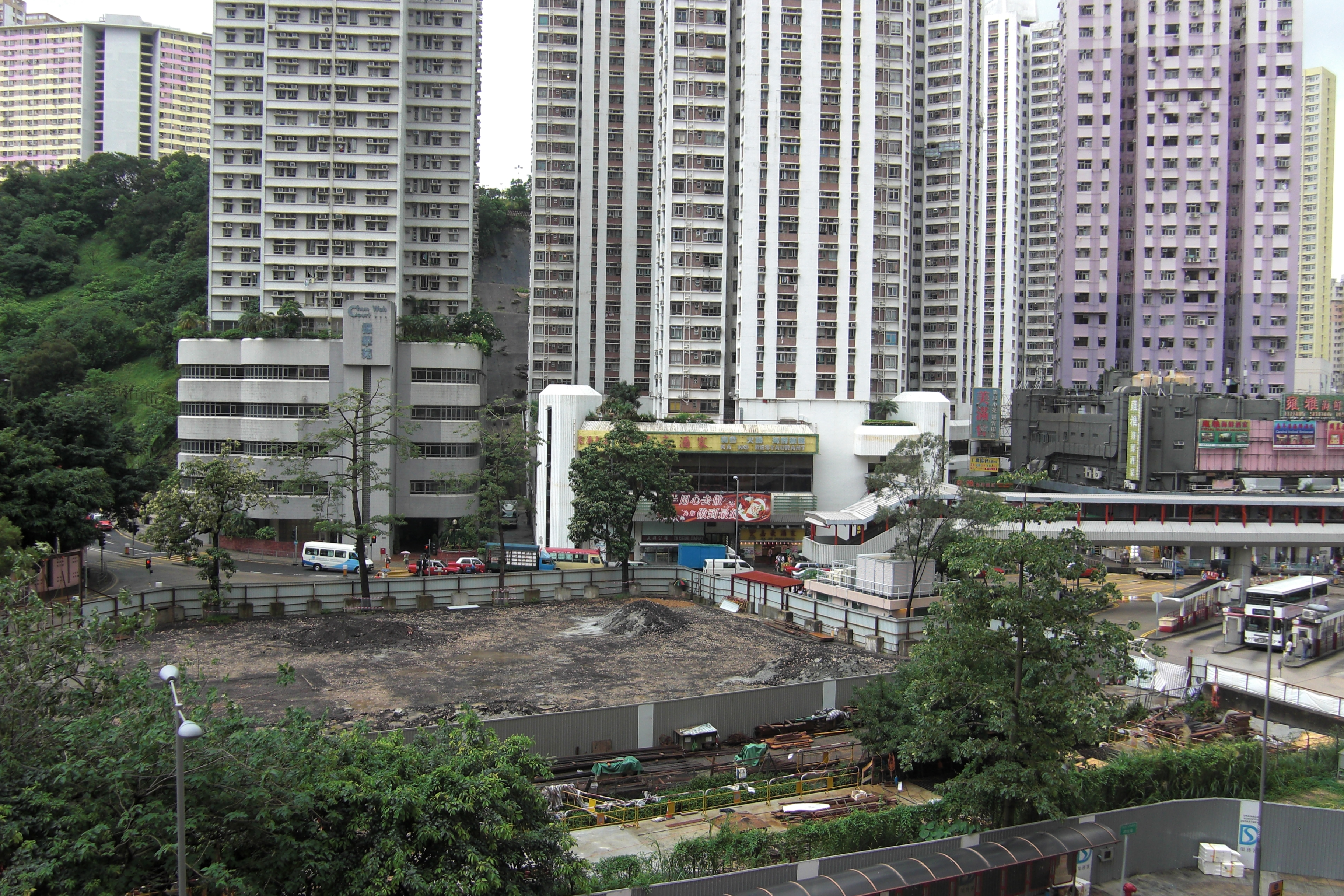
佐敦谷工廠大廈拆卸後的空置土地
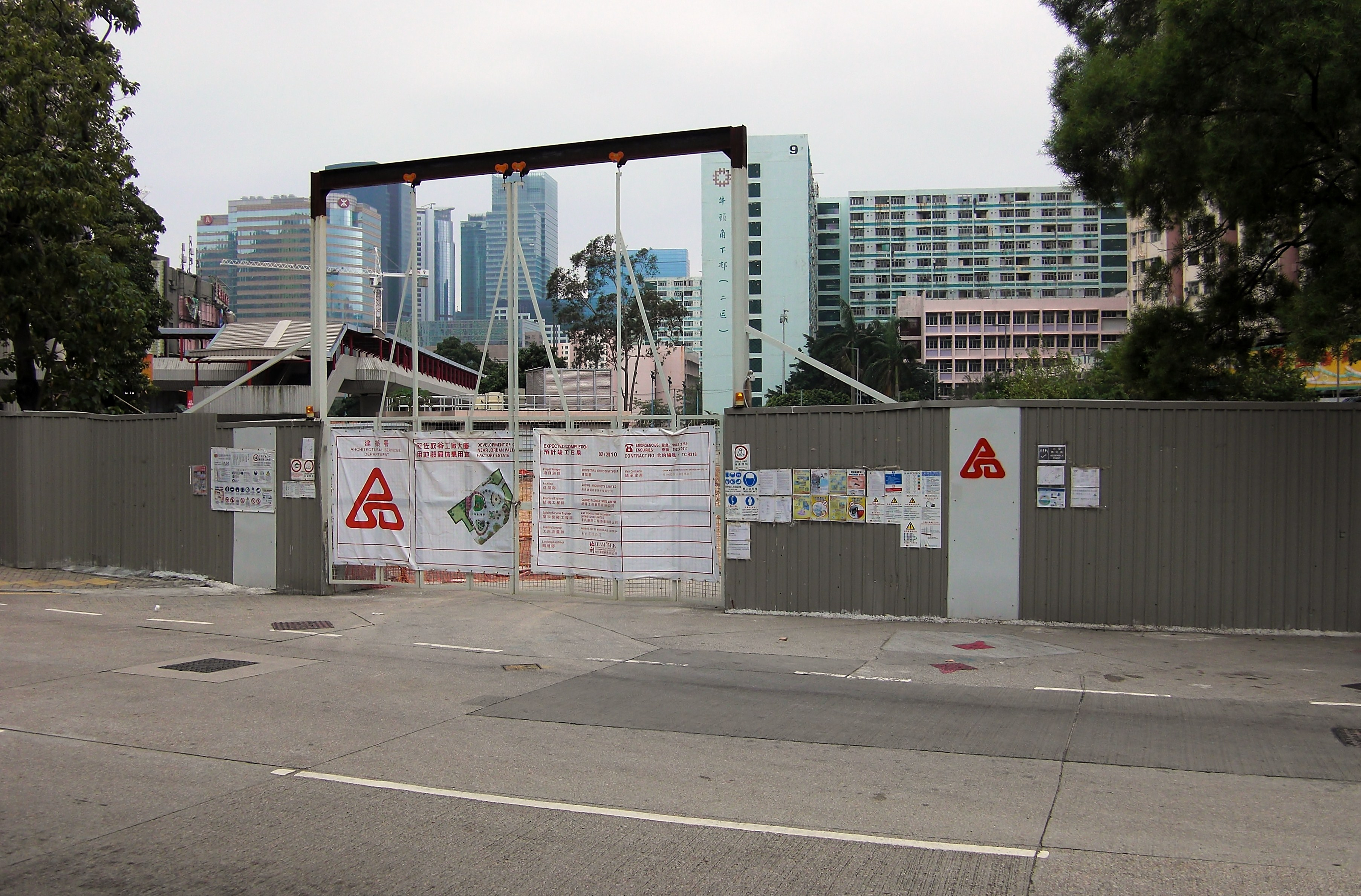
「於佐敦谷工廠大廈用地發展休憩用地」工地一景
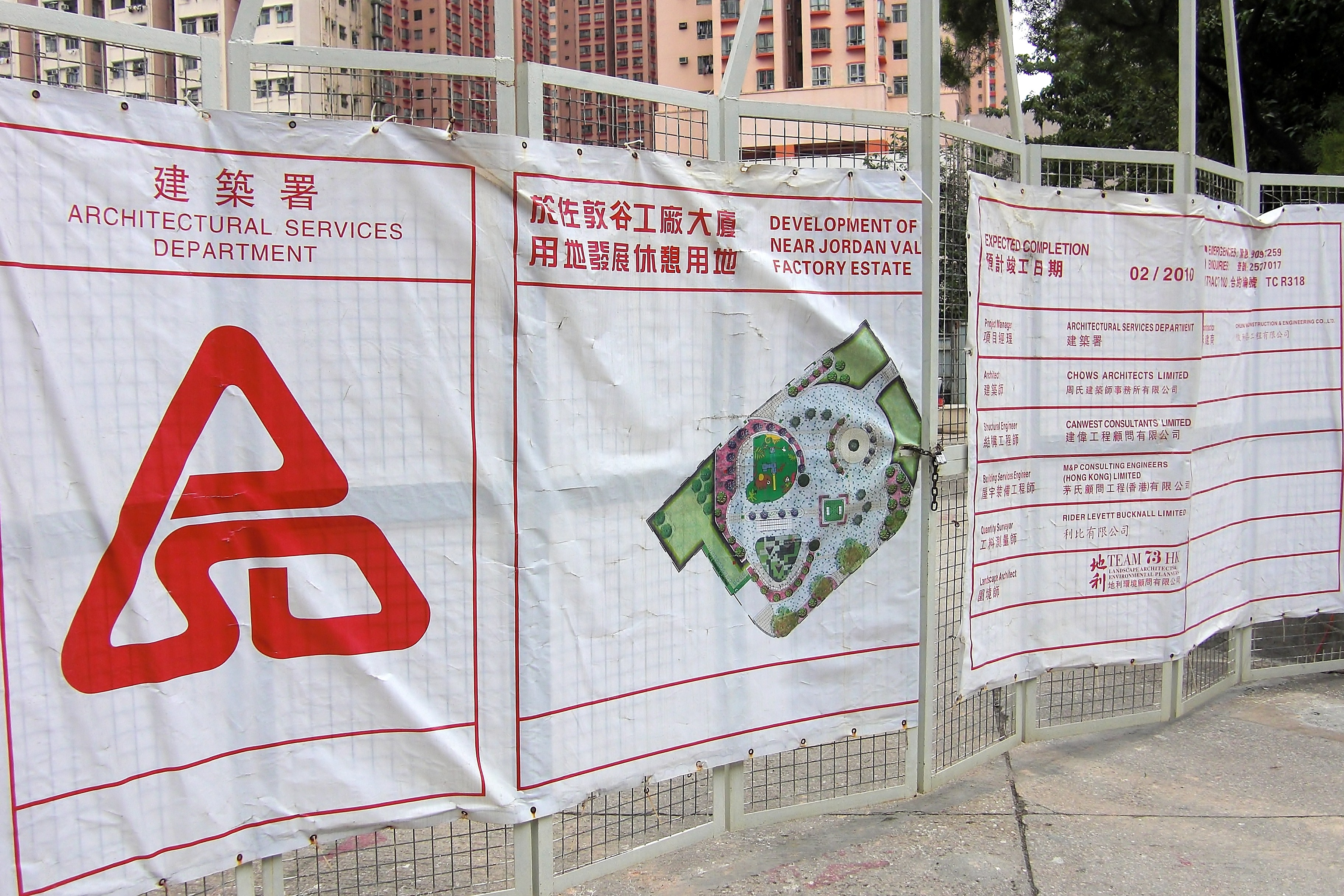
「於佐敦谷工廠大廈用地發展休憩用地」大綱圖